# Acétate de phényle
L'acétate de phényle est un composé organique de formule CH3COOC6H5. Il se présente sous la forme d'un liquide incolore inflammable très peu soluble dans l'eau. Ce composé aromatique est un ester de phénol C6H5OH et d'acide acétique CH3COOH. Il peut être obtenu en faisant réagir les deux composés précités, ou en faisant réagir du benzène C6H6 avec de l'acide acétique en présence d'oxygène O2 et d'un catalyseur dérivé du palladium avec de l'acide nitrique HNO3 ou du nitrate de potassium KNO3.
L'acétate de phényle est utilisé comme solvant et comme intermédiaire dans la synthèse d'autres substances. Avec un réarrangement de Fries, on peut le convertir en picéol (en). Sa réaction avec l'acide acétique ou l'anhydride acétique (CH3CO)2O et l'oxygène donne une acétoxyacétophénone CH3COOC6H4COCH3, intermédiaire notamment de la production de médicaments.